# René-Édouard Claparède
René-Édouard Claparède (Chancy, 24 april 1832 - Siena, 31 mei 1871) was een Zwitsers zoöloog en arts.

## Biografie
René-Édouard Claparède kreeg zijn medische opleiding in Genève en Berlijn, waar hij les kreeg van de Duitse vergelijkend anatoom Johannes Peter Müller. Later was hij aan de slag als assistent van de Zwitserse zoöloog François Jules Pictet de la Rive aan de academie van Genève, alwaar hij in 1862 professor in de vergelijkende anatomie werd. Hij publiceerde geregeld bijdragen in de Archives des sciences physiques et naturelles.
Zijn belangrijkste onderzoek betrof de structuur van infusoria, de anatomie van ringwormen, de histologie van regenwormen, de embryologie van geleedpotigen en de evolutie van spinnen. Soorten met het epitheton claparedii verwijzen naar Claparède, zoals bijvoorbeeld de zeeanemoon Edwardsia claparedii of de Eleutheria claparedii. Zo werden ook volgende wormensoorten naar hem vernoemd: de Phyllochaetopterus claparedii, de Diopatra claparedii, de Leocrates claparedii, de Hyalopomatus claparedii, de Sphaerodoridium claparedii, de Draconema claparedii, de Sphaerosyllis claparedei, de Omalostomum claparedii, de Alaurina claparedii, de Ototyphlonemertes claparedii en de Prosorhochmus claparedii. Claparède benadrukte het belang van het bestuderen en illustreren van levende of recentelijk gedode organismen, en deponeerde dan ook geen museumexemplaren.
Hij stierf in Italië op 39-jarige leeftijd aan tuberculose. In Genève werd een buste van hem opgericht en werd een plein naar hem vernoemd.
Hij was een neef van de Zwitserse neuroloog en psycholoog Édouard Claparède.

## Werken

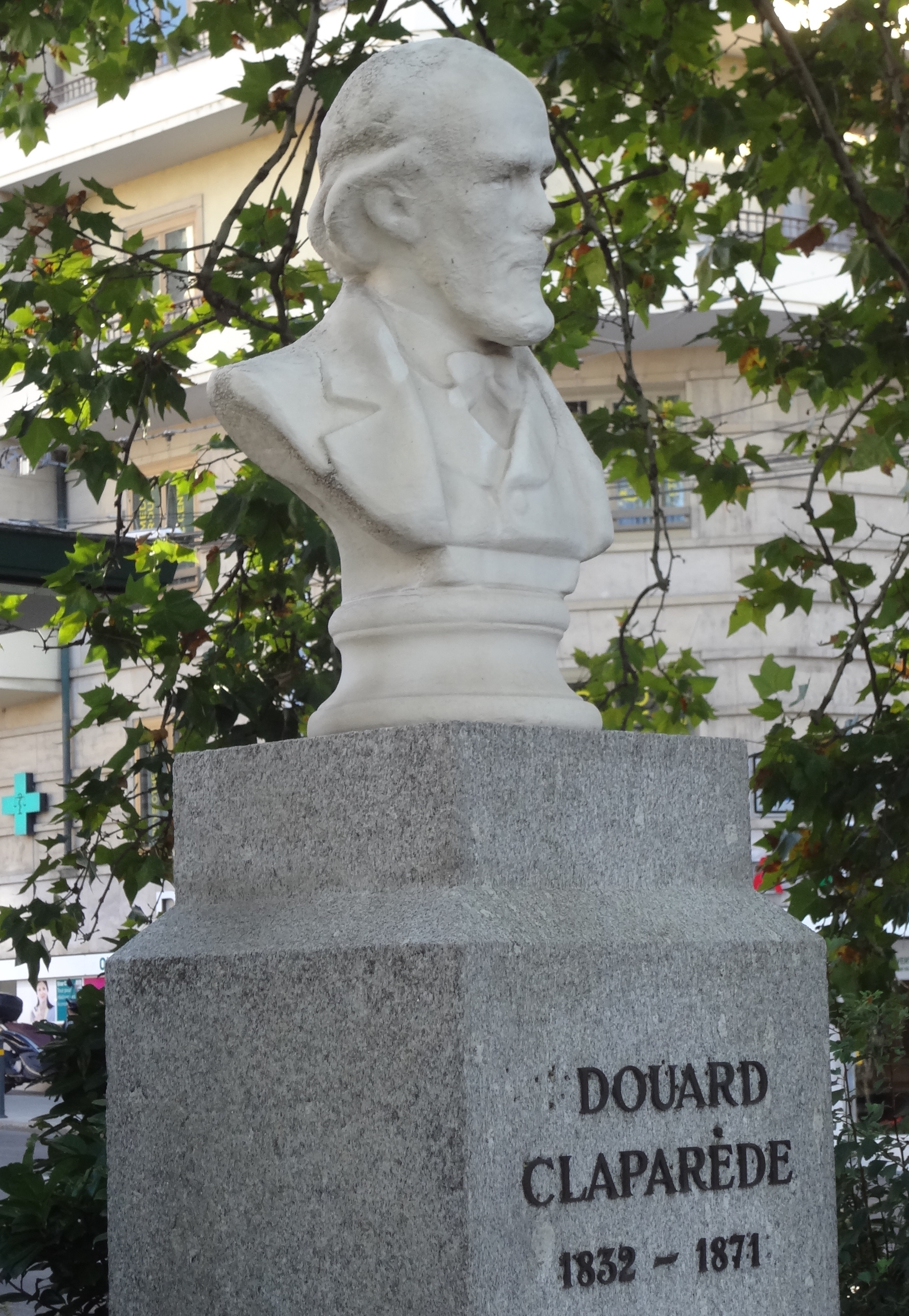
Buste van Claparède in Genève.

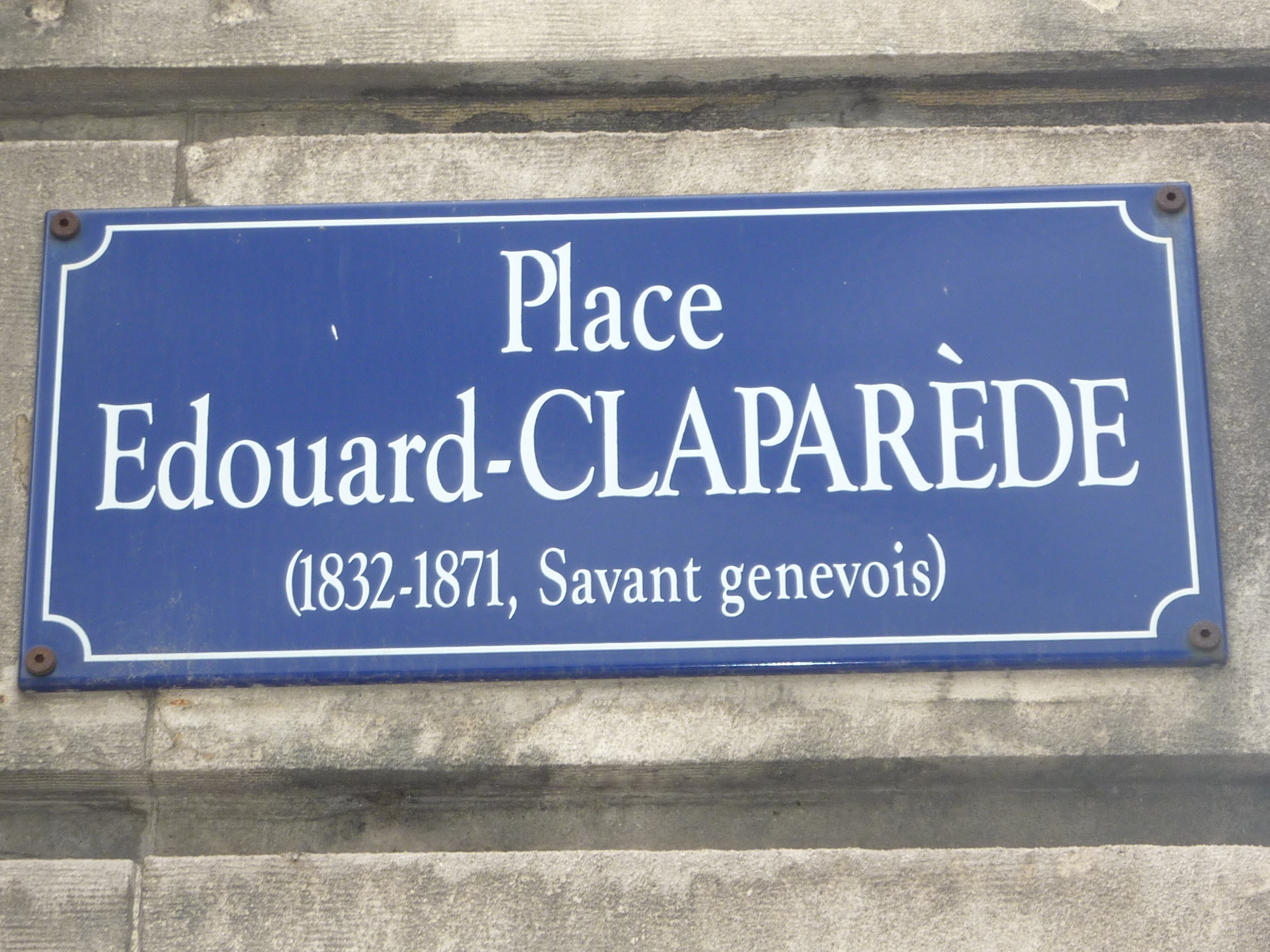
Naambord van de Place Édouard-Claparède in Genève, het plein dat naar Claparède werd vernoemd.

- Ueber die Kalkkörperchen der Trematoden und die Gattung Tetracotyle, 1857.
- Beitrag zur Anatomie des cyclostoma elegans, 1858.
- Études sur les infusoires et les rhizopodes, Genève, 1858 (samen met Johannes Lachmann).
- De la formation et de la fécondation des œufs chez les vers nématodes, 1859.
- Anatomie und Entwicklungsgeschichte der Neritina fluviatilis, 1860
- Recherches anatomiques sur les annélides, turbellariés, opalines et grégarines observés dans les Hébrides, 1861.
- Recherches anatomiques sur les oligochètes, Genève, 1862.
- Recherches sur l'évolution des araignées, Utrecht, 1862.
- Beobachtungen über Anatomie und Entwicklungsgeschichte wirbelloser Thiere an der Küste von Normandie angestellt, 1863.
- Glanures zootomiques parmi les annélides de Port-Vendres (Pyrénées orientales), Genève, 1864.
- Nota sopra un alciopide parassito della Cydippe Densa Forsk, Milaan, 1867 (samen met Paolo Panceri).
- Beiträge zur Kenntniss der Entwickelungsgeschichte der Chaetopoden, Leipzig, 1868 (samen met Elias Mecznikow).
- Les annelides chétopodes du Golfe de Naples, Genève, 1868.
- Les Annélides chétopodes du golfe de Naples, supplement, Genève, 1870.
- La Sélection naturelle et l'origine de l'homme, 1870.
- Recherches sur l'évolution des araignées, 1872.
- Recherches sur la structure des annélides sédentaires, Genève, 1873.
- Kinderpsychologie und experimentelle Pädagogik, Leipzig.